# Allendale, South Carolina
Allendale är administrativ huvudort i Allendale County i South Carolina. Orten har fått sitt namn efter postmästaren Paul H. Allen. Allendale hade 3 482 invånare enligt 2010 års folkräkning.